# Kleins fyrgrupp
Kleins fyrgrupp, ofta betecknad V, är i matematiken gruppen {\displaystyle \mathbb {Z} _{2}\times \mathbb {Z} _{2}}, en direkt produkt av den cykliska gruppen C2, med sig själv. Den är isomorf med den dihedrala gruppen {\displaystyle D_{2}}.
Eftersom gruppen innehåller fyra element fick den namnet Vierergruppe av Felix Klein i ett verk från 1884.
Kleins fyrgrupp och den cykliska gruppen med fyra element, {\displaystyle \mathbb {Z} _{4}}, är de enda grupper, upp till isomorfi, vilka har fyra element. Kleins fyrgrupp är den minsta grupp, som inte är cyklisk.
Kleins fyrgrupp kan exemplifieras med gruppen {\displaystyle \{1,3,5,7\}} med operatorn multiplikation modulo 8, eller uttryckas som en permutationsgrupp:
{\displaystyle V=\{(1),(1,2)(3,4),(1,3)(2,4),(1,4)(2,3)\}\,}
och är som sådan en normal delgrupp till den alternerande gruppen {\displaystyle A_{4}} och den symmetriska gruppen S4
Cayleytabellen för Kleins fyrgrupp är:
| * | 1 | i | j | k |
| - | - | - | - | - |
| 1 | 1 | i | j | k |
| i | i | 1 | k | j |
| j | j | k | 1 | i |
| k | k | j | i | 1 |

De tre element med ordning 2 i gruppen är utbytbara; automorfigruppen är gruppen av permutationer av tre element.